# Skržuti
Skržuti (izvirno srbsko Скржути) je naselje v Srbiji, ki upravno spada pod Mesto Užice; slednja pa je del Zlatiborskega upravnega okraja.

## Demografija
V naselju, katerega izvirno (srbsko-cirilično) ime je Скржути, živi 565 polnoletnih prebivalcev, pri čemer je njihova povprečna starost 46,8 let (44,6 pri moških in 48,9 pri ženskah). Naselje ima 232 gospodinjstev, pri čemer je povprečno število članov na gospodinjstvo 2,88.
To naselje je, glede na rezultate popisa iz leta 2002, večinoma srbsko.
|  |

| Demografija | Demografija     | Demografija     |
| Leto        | Št. prebivalcev | Št. prebivalcev |
| ----------- | --------------- | --------------- |
|             |                 |                 |
|             |                 |                 |
|             |                 |                 |
|             |                 |                 |
| 1948        | 1472            |                 |
| 1953        | 1440            |                 |
| 1961        | 1306            |                 |
| 1971        | 1164            |                 |
| 1981        | 1020            |                 |
| 1991        | 817             | 817             |
| 2002        | 679             | 667             |
|             |                 |                 |

| Etnična sestava po popisu iz leta 2002 | Etnična sestava po popisu iz leta 2002 | Etnična sestava po popisu iz leta 2002 | Etnična sestava po popisu iz leta 2002 | Etnična sestava po popisu iz leta 2002 |
| -------------------------------------- | -------------------------------------- | -------------------------------------- | -------------------------------------- | -------------------------------------- |
| Srbi                                   | Srbi                                   |                                        | 663                                    | 99,40%                                 |
| Črnogorci                              | Črnogorci                              |                                        | 3                                      | 0,44%                                  |
| Makedonci                              | Makedonci                              |                                        | 1                                      | 0,14%                                  |
| Neznano                                | Neznano                                |                                        | 0                                      | 0,0%                                   |